# Lago de Varese
El lago de Varese (italiano: lago di Varese; lombardo: lagh de Vares) es un lago de Italia situado al pie de los prealpes de Varese (parte de los prealpes de Lugano), a una altitud de 238 m s. n. m., en la provincia de Varese. Con una superficie de 14,95 km², el duodécimo lago más grande del país, y el décimo si solamente se tienen en cuenta los ubicados íntegramente en territorio italiano.
Conocido por su forma de zapato, se extiende por el territorio de nueve municipios: Varese, Azzate, Bardello, Biandronno, Bodio Lomnago, Buguggiate, Galliate Lombardo, Cazzago Brabbia y Gavirate, siendo esta última la principal localidad ubicada directamente sobre la costa del lago.
El lago cuenta con un efluente, el río Bardelo, que fluye hacia el oeste hasta la costa oriental del lago Mayor. En el entorno del lago de Varese se ubican también otros lagos menores, como el lago de Comabbio y el lago de Monate.
En el lago se ubica el Isolino Virginia.